# Гарбари
Гарбари (укр. Гарбарі) — село,
Будильский сельский совет,
Лебединский район,
Сумская область,
Украина.
Код КОАТУУ — 5922981202. Население по переписи 2001 года составляло 143 человека .

## Географическое положение
Село Гарбари находится недалеко от истоков реки Будылка.
На расстоянии в 1 км расположено село Дремлюги, в 2-х км — город Лебедин.
Около села большое озеро Лебединское.
К селу примыкает большой лесной массив (сосна).
Рядом проходит автомобильная дорога Т-1918